# Rivoluzione del 3 settembre 1843

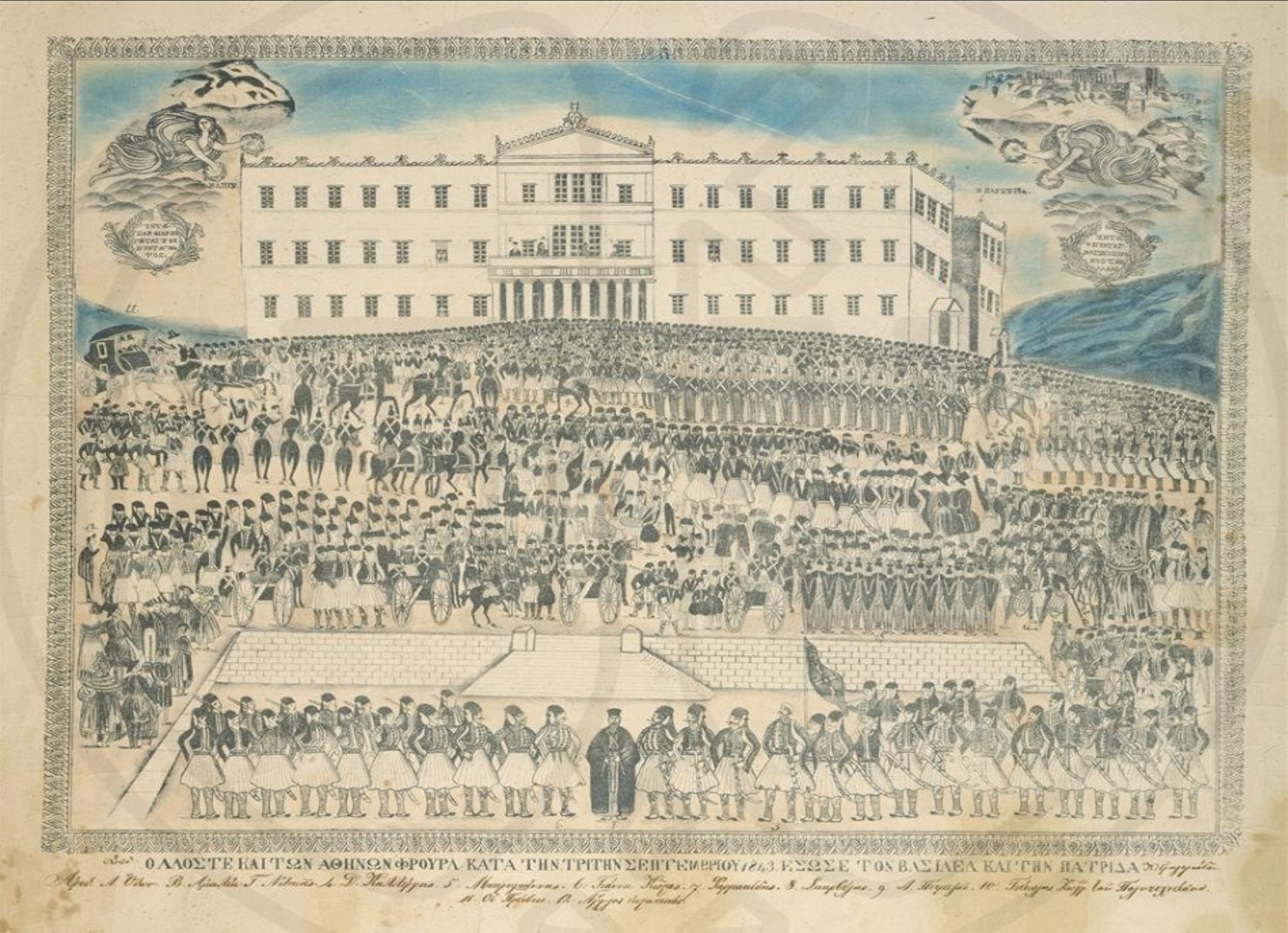
La Rivoluzione del 1843

La rivoluzione del 3 settembre 1843 (in greco Επανάσταση της 3ης Σεπτεμβρίου 1843?; [15 settembre del calendario gregoriano], fu un'insurrezione dell'esercito ellenico ad Atene, sostenuta da ampi strati del popolo, contro il dominio autocratico del re Ottone. I ribelli, guidati da veterani della guerra d'indipendenza greca, chiesero la concessione di una costituzione e la partenza dei funzionari bavaresi che dominavano il governo. La rivoluzione riuscì nell'intento e inaugurò in Grecia il periodo della monarchia costituzionale e del suffragio universale.

## Contesto storico
Durante la Guerra d'Indipendenza, i ribelli greci avevano approvato una serie di costituzioni liberali e progressiste su cui si basavano i governi provvisori della guerra. Con l'instaurazione della monarchia nel 1832 e l'arrivo del principe bavarese Ottone come re, tuttavia, queste istituzioni liberali furono scartate. Per i successivi 10 anni, Ottone e i suoi funzionari principalmente bavaresi avrebbero governato in modo autocratico, causando risentimento su larga scala tra un popolo che era appena stato liberato dal dominio straniero. La "Bavarocrazia" (Βαυαροκρατία), come veniva chiamata, richiamava volutamente i periodi della "Francocrazia" e della "Turcocrazia", ed estese anche l'uso del tedesco accanto al greco nell'amministrazione dello Stato.
I politici greci chiesero costantemente la fine di questo stato di cose. Desideravano che i bavaresi, soprattutto il tanto disprezzato maggiore Hess, fossero rimandati in patria e che venisse concessa una costituzione. Tuttavia, non mettevano in discussione la monarchia stessa o il potere del re. Non volevano imporre infatti una costituzione, ma pretendevano che il re gliene concedesse una. Tali richieste con il passare del tempo divennero sempre più forti e attraversavano lo spettro politico: tutti i partiti politici, francesi, inglesi e russi, le espressero.

## La cospirazione

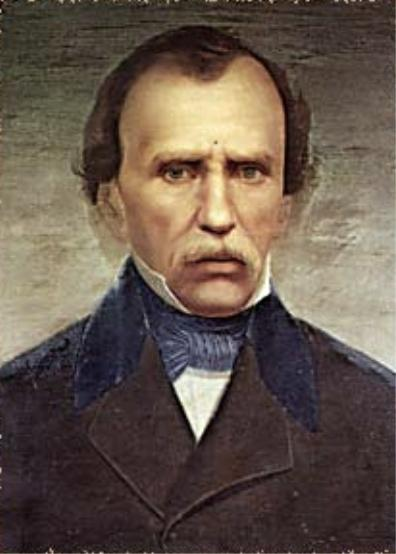
Andreas Metaxas, uno dei cospiratori.

I ripetuti rifiuti del re di cedere a queste richieste portarono a una radicalizzazione. I politici ricorsero pertanto alla cospirazione, che non era una nuova forma di azione politica in Grecia, ed era anche preceduta e avvenuta durante la Guerra d'Indipendenza. I primi governi greci, come quello di Giovanni Capodistria, dovettero affrontarla, poiché le congiure non erano mai veramente scomparse. Tuttavia, questo movimento fu molto più importante e uscì allo scoperto il 3 settembre 1843.
I principali cospiratori erano Yannis Makriyannis, Andreas Metaxas, Andreas Londos, Constantine Zografos, Michael Soutzos e Rigas Palamidis. Riuscirono a convincere alcuni ufficiali a unirsi alla loro parte, primo fra questi il colonnello Dimitrios Kallergis (comandante della cavalleria di Atene), il colonnello Nikolaos Skarvelis (comandante della fanteria di Atene) e il colonnello Spyromilios (comandante dell'Accademia militare). Pertanto, i cospiratori erano certi di avere il sostegno dell'esercito.
La loro idea era di agire in fretta per presentare al Palazzo il fatto compiuto. Fu scelta una prima data: 25 marzo 1844, anniversario della rivolta contro gli ottomani. La costituzione sarebbe apparsa allora come la logica e necessaria conseguenza dell'indipendenza. Tuttavia, il segreto non fu ben mantenuto. Yannis Makriyannis, ad esempio, trascorse il suo tempo cercando di reclutare nuovi cospiratori e nel processo espose la cospirazione. Si decise di passare più rapidamente all'azione, all'inizio di settembre 1843.

## La rivoluzione
La notte del 2 settembre 1843 si seppe che i nomi dei cospiratori erano noti alla polizia. Inoltre avvennero degli incidenti intorno alla casa di Makriyannis. Pertanto, Kallergis agì di propria iniziativa. Andò a cercare i suoi uomini nelle loro baracche e si diresse verso il Vecchio Palazzo Reale. Nello stesso tempo ordinò che fossero aperti i cancelli del Carcere di Medrese.

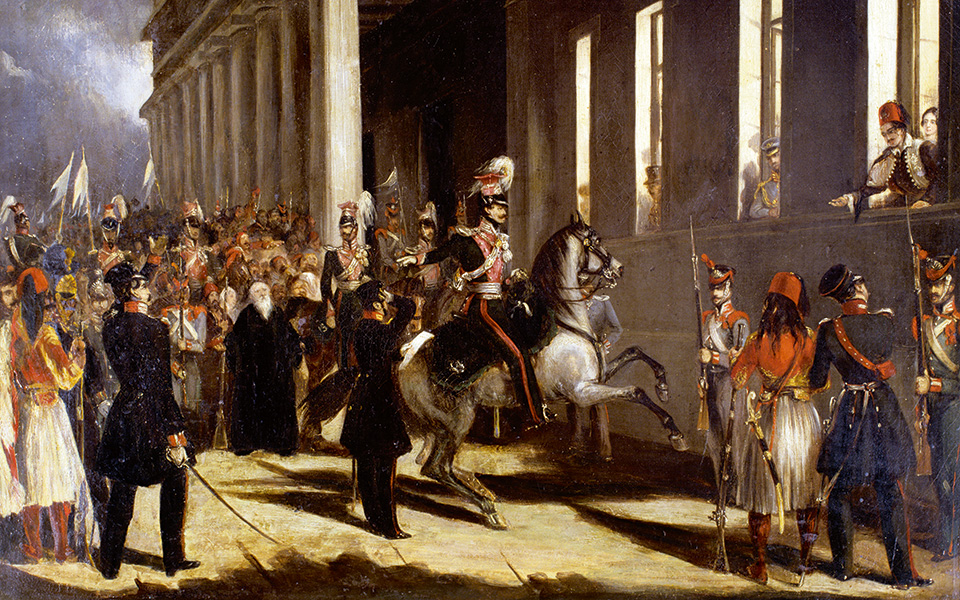
Il colpo di Stato. Dimitrios Kallergis a cavallo, Ottone e Amalia alle finestre del Vecchio Palazzo Reale.

Il capitano Schinas, comandante dell'artiglieria ateniese, ricevette l'ordine di reprimere la nascente insurrezione, ma preferì unirsi al movimento. I soldati arrivarono al Vecchio Palazzo Reale e gridarono "Viva la Costituzione!" sotto le finestre del re.
Ottone non poté che cedere alle richieste e concesse la Costituzione del 1844. In effetti, il Consiglio di Stato aveva già redatto la costituzione in previsione del colpo di Stato. Il re chiese quindi a Metaxas di formare un nuovo governo e di convocare una nuova assemblea nazionale, che si riunì il 10 novembre [data dell'anno giuliano, 20 novembre dell'anno gregoriano]. Le truppe tornarono alle loro caserme, acclamando il re come "costituzionale".
Il colpo di Stato non fu cruento. Francia e Regno Unito accettarono senza difficoltà questi cambiamenti. Per i francesi dell'era della monarchia di luglio, il 3 settembre 1843 non poteva che far pensare alla loro rivoluzione del 1830. Quanto agli inglesi, la loro Gloriosa Rivoluzione del 1688 fu un modello liberale per eccellenza nel XIX secolo. Solo la Russia condannò il movimento, per la sua natura autocratica, autoritaria e di conseguenza antiliberale. L'assemblea designò una commissione costituzionale e una costituzione fu proclamata nel marzo 1844.
Da allora, la piazza di fronte al Vecchio Palazzo Reale è stata ribattezzata Piazza della Costituzione, o Piazza Syntagma in greco.